# Итапарика (микрорегион)
Итапарика (порт. Microrregião de Itaparica) — микрорегион в Бразилии, входит в штат Пернамбуку. Составная часть мезорегиона Сан-Франсиску-Пернамбукану.
Население составляет 	134 212	 человек (на 2010 год). Площадь — 	9508,657	 км². Плотность населения — 	14,11	 чел./км².

## Демография
Согласно сведениям, собранным в ходе переписи 2010 г. Национальным институтом географии и статистики (IBGE), население микрорегиона составляет:						
| Полное население                             | Полное население                             | Полное население                             | Полное население                             | 134 212 |
| -------------------------------------------- | -------------------------------------------- | -------------------------------------------- | -------------------------------------------- | ------- |
| в том числе:                                 | Городское население                          | 77 140                                       | Процент городского населения, %              | 57,48   |
|                                              | Сельское население                           | 57 072                                       | Процент сельского населения, %               | 42,52   |
|                                              | Мужское население                            | 66 458                                       | Процент мужского населения, %                | 49,52   |
|                                              | Женское население                            | 67 754                                       | Процент женского населения, %                | 50,48   |
| Плотность населения, чел/км²                 | Плотность населения, чел/км²                 | Плотность населения, чел/км²                 | Плотность населения, чел/км²                 | 14,11   |
| Население микрорегиона в % к населению штата | Население микрорегиона в % к населению штата | Население микрорегиона в % к населению штата | Население микрорегиона в % к населению штата | 1,53    |

## Состав микрорегиона
В составе микрорегиона  включены следующие муниципалитеты:
1. Белен-ди-Сан-Франсиску
2. Карнаубейра-да-Пенья
3. Флореста
4. Итакуруба
5. Жатоба
6. Петроландия
7. Такарату